# Bloemen zijn rood
Bloemen zijn rood is een lied van Gerard van Maasakkers met brabantse tekst. Het lied is een Nederlandse bewerking van het lied Flowers are red van Harry Chapin uit 1978 en verscheen op Van Maasakkers' album "Onderwege" (1982). 

## Verhaal
Het lied gaat over een jongetje dat op school bloemen tekent in alle kleuren, want "er zijn bloemen in alle kleuren en hij ziet ze allemaal". De juf legt uit dat hij niet alleen op de wereld is en dat het geen zin heeft om de dingen anders te zien dan hoe men ze hoort te zien, en bloemen zijn rood en blaadjes zijn groen. Omdat het jongetje niet overtuigd is, moet hij in de hoek staan tot hij zich gedraagt zoals het hoort. Hij wordt eenzaam en bang in de hoek en dit overtuigt hem. Hij past zich aan. 
Dan komt hij in de tweede klas, waar een juf is van wie bloemen wel alle kleuren mogen hebben. Maar het jongetje weet niet meer hoe...